# Augustin Erba
Augustin Petrus Amadeus Osiris Mina Erba-Odescalchi, född den 17 mars 1968 i Stockholm, är en svensk journalist och författare. 
Erba är uppvuxen i Fisksätra i Nacka kommun. Hans far var gästforskare från Egypten och hans mor hade i Italien förlänats titeln furstinna av Monteleone; hans morfar var furst Alexander Erba-Odescalchi och hans mormors far ärkehertig Josef Franz av Österrike. Efter att ha läst teknisk fysik på Kungliga Tekniska högskolan och utbildats till journalist på Institutionen för mediestudier vid Stockholms universitet har Erba arbetat på TV4, SVT Aktuellt och skrivit för Dagens Nyheter. Erba deltog i antologin Uppdrag: Pappa (Albert Bonniers Förlag 2004) där han skrev en text om föräldraledighet för män. Han har också deltagit i flera radioproduktioner och varit producent för Morgonpasset i Sveriges Radio P3.
Erba utkom i maj 2009 med sin debutroman Ensamhetens broar. 2015 kom den självbiografiska boken Blodsbunden som kretsar kring frågor om ursprung och familjeband. Han tilldelades år 2015 Samfundet De Nios Julpris.